# Diacidia steyermarkii
Diacidia steyermarkii är en tvåhjärtbladig växtart som först beskrevs av Bassett Maguire, och fick sitt nu gällande namn av W.R. Anderson. Diacidia steyermarkii ingår i släktet Diacidia och familjen Malpighiaceae. Inga underarter finns listade i Catalogue of Life.